# Samurai Warriors 3
 (mars 2013).
Si vous disposez d'ouvrages ou d'articles de référence ou si vous connaissez des sites web de qualité traitant du thème abordé ici, merci de compléter l'article en donnant les références utiles à sa vérifiabilité et en les liant à la section « Notes et références ».
Samurai Warriors 3 est un hack'n'slash sorti en 2009 au Japon sur Wii. Le jeu a été développé par Omega Force et édité par Tecmo-Koei (Nintendo en Europe).

## Personnages
- Ginchiyo Tachibana : Fille et héritière du Leader du Clan Tachibana. Elle devint à la mort de son père la sixième Leader du Clan Tachibana (et la première femme chef). Cinq ans après la mort de son père, elle épouse Muneshige Tachibana. Arme : Épée Tordue.
- Goemon Ishikawa : C'est un bandit japonais, exécuté par Hideyoshi Toyotomi après avoir tenté de l'assassiner. Dans Samurai Warriors, il est attiré par Okuni. Arme : Énorme Masse et Canon.
- Gracia : Fille de Mitsuhide Akechi. Son vrai prénom est Tama, mais elle se convertit au Christianisme et prit ce nom. Arme : Bracelets

- Hanzo Hattori : Grand Ninja, il mène sa première bataille à 16 ans. Il est l'un des serviteurs les plus loyaux d’Ieyasu Tokugawa. Il aurait été tué par Kotaro Fuma. Arme : Kusarigama.
- Hideyoshi Toyotomi : Mari de Nene. Il est le vassal de Nobunaga Oda. Il est très laid. À la mort de son maître, il devient le deuxième unificateur du Japon et entre en guerre avec Ieyasu Tokugawa. Dans Samurai Warriors, il tente de séduire Oichi. Arme : Sanesetsukon.
- Ieyasu Tokugawa : Il est le troisième et le dernier unificateur du Japon. De ses 6 à 14 ans, il fut l'otage des Oda puis des Imagawa. Après la mort de Yoshimoto Imagawa, il devint le vassal de Nobunaga Oda. À la mort de son maître, il devint le rival de Hideyoshi Toyotomi, et à la mort de ce dernier, il dirigea seul le Japon. Il est dépeint comme quelqu'un de cruel. Il est le premier des Shogun du Japon et sa dynastie a régné de 1603 à 1867. Arme : Canon Lance.
- Ina : Femme de Nobuyuki Sanada et fille de Tadakatsu Honda. (Elle serait peut-être la fille de Ieyasu Tokugawa, d'ailleurs, ce dernier la adoptée). Elle est décrite comme très belle et très intelligente. Dans Samurai Warriors, elle était amoureuse de Sakon Shima. Arme : Arc en Fer.
- Kanetsugu Naoe : Il était le serviteur de Kenshin Uesugi. Après la mort de son seigneur, il a servi encore la famille Uesugi. Il était un grand commandant. Arme : Épée et Cartes.
- Katsuie Shibata : Mari d'Oichi, il servit son beau-frère Nobunaga Oda. Il meurt avec Oichi dans son château à la suite de l'attaque d'Hideyoshi Toyotomi. Arme : Duo de Haches

- Keiji Maeda : Il est le neveu adoptif de Toshiie Maeda et Matsu. Il est connu pour être un grand guerrier, qui n'a jamais été vaincu. Le nom de son cheval est Matsukaze. Dans Samurai Warriors, il a une romance avec Okuni. Arme : Pique Sasumata.

- Kenshin Uesugi : Petit frère d'Aya. Il est également l'oncle et le père adoptif de Kagekatsu Uesugi et de Kagetora Uesugi. Il était surnommé le Dieu de la Guerre. Il est le chef du clan Uesugi. Il est le rival de Shingen Takeda. Il était alcoolique. (Une légende raconte qu'il serait en fait une femme.) Arme : Épée à Sept Branches et Papiers Explosifs.
- Kojiro Sasaki : Bretteur, il était le rival de Musashi Miyamoto. il fut tué par ce dernier. Arme : Nodachi et deux épées volantes
- Kotaro Fuma : C'est un ninja du Clan Fuma, il en était l'un des chefs. Il a servi la famille Hojo. Il a tué Hanzo Hattori Arme : Gants avec des Griffes.

- Kunoichi : Elle est la garde du corps de Yukimura Sanada. Elle fait partie des Dix Braves de Sanada. Fictive, son personnage a été créé car Yukimura Sanada était très proche d'une Kunoichi. (Son modèle est Anayama Kosuke).Arme : Duo de Kunai.

- Magoichi Saika : Ce nom est donné au chef de clan Saika Ikki. Son vrai nom est Suzuki Magoichi. Arme : Mousquet et Baïonnette

- Masamune Date : Il était un Daimyo. Il est surnommé le Dragon Borne. Son éborgnement est dû, lorsqu’enfant, il a contracté la petite vérole (c'est d'ailleurs Kojuro Katakuraqui lui ôta). Arme : Sabre et Deux Pistolets.

- Mitsuhide Akechi : Père de Gracia. Il est le vassal de Nobunaga Oda (il a d'ailleurs reçu la confiance de son maître, ce qui était très rare) Il trahit son maître en le forçant à se faire seppuku. Mitsuhide Akechi prend alors le pouvoir, mais il est poursuivi par Hideyoshi Toyotomi et Ieyasu Tokugawa. Pour sa mort deux versions existe : Soit il est tué par un paysan à coup de bambou, soit il est devenu Tenkai. Arme : Katana.
- Mitsunari Ishida : Il était l'un des principaux guerriers de Hideyoshi Toyotomi. Mitsuniari Ishida fut d'ailleurs choisi, avec cinq autres vassaux pour gouverner le Japon à la mort de Hideyoshi Toyotomi. À la suite de la mort de ce dernier, des tensions naquirent entre Mitsunari Ishida et Kiyomosa Kato, et Ieyasu Toukugawa en profita pour les attaquer. Plus tard, il fut exécuté, et lors de son exécution, il regarda à un à un tous ceux qui avaient trahi Hideyoshi Toyotomi et beaucoup détournèrent le regard. Arme : Tessen.
- Motochika Chosokabe : Amant de Koshosho, il était le chef du clan Chosokabe. Il servit Hideyoshi Toyotomi. Arme : Shamisen
- Motonari Mori : Père de Takakage Kobayakawa. C'était un Daimyo. Arme : Yatekko

- Musashi Miyamoto : C'était un grand philosophe et le meilleur escrimeur. Il a tué Kojiro Sasaki. Arme : Daisho.

- Nagamasa Azai : Second mari d'Oichi. Il est le chef du clan Azai. Il trahit Nobunaga Oda, refusant de trahir ses alliés. Il est forcé à se faire Seppuku, avec son fils, une fois après avoir renvoyé Oichi et leurs filles chez son beau-frère. Selon la légende, Nobunaga Oda aurait gardé le crâne de Nagamasa Azai et ses alliés pour en faire des tasses. Arme : Lance de Joute.

- Nene : Elle est la femme d'Hideyoshi Toyotomi. Étant stérile, son époux la délaissa pour ses concubines mais elle fut son épouse préférée. Elle s'occupa de la politique. Elle était extrêmement belle (Kiyomasa Kato, Toshiie Maeda et Nobunaga Oda étaient subjugués par sa beauté). Arme : Deux Kunais.

- No : Fille de Dosan Saito et femme de Nobunaga Oda, c'est un mariage politique, sans amour. Elle aurait été stérile. Elle serait soit morte avec Nobunaga Oda lors de la trahison de Mitsuhide Akechi, soit elle serait enfuit. Arme : Griffes et Bombes.

- Nobunaga Oda : Époux de No et frère aîné d'Oichi. Il est le premier unificateur du Japon. Il est vu comme quelqu'un de cruel et froid alors qu'en réalité il est un grand dirigeant. Arme : Épée Lumineuse.

- Oichi : Femme de Katsuie Shibata et de Nagamasa Azai, petite sœur de Nobunaga Oda. Elle fut d'abord mariée à Katsuie Shibata pour sceller l’alliance entre lui et son frère, puis elle fut une nouvelle fois mariée à Nagamasa Azai, pour la même raison. Mais Nagamasa Azai ne put se résoudre d'obéir à Nobunaga Oda puis qu'il voulait trahir ses alliés. Il se fit seppuku. À la mort de son frère, Oichi réépousa Katsuie Shibata. Ils moururent ensemble, lorsque Hideyoshi Toyotomi assiègea le château. Arme : Chakrams reliés par un autre Chakram.

- Okuni : Elle est la fondatrice du Théâtre de Kabuki, où elle interprète les personnages des deux sexes. Elle disparaît lors de sa dernière représentation, mais personne ne sait si elle est morte ou si elle a préféré se retirer. A la disparition d'Okuni, Iyeasu Tokugawa interdit aux femmes de jouer au théâtre. Dans Samurai Warriors, elle a une romance avec Keiji Maeda, et Goemon Ishikawa est amoureux d'elle. Arme : Ombrelle.

- Ranmaru Mori : Jeune guerrier, il était également le Page de Nobunaga Oda (d'ailleurs, il est dit que lui et son maître avec peut être des relations intimes.) Il se fait seppuku avec Nobunaga Oda lors de la trahison de Mitsuhide Akechi. Arme : Odachi.
- Sakon Shima : C'était un samouraï. Il est connu pour être au service de Mitsunari Ishida. Dans Samurai Warriors, Ina était amoureuse de lui. Arme : Zanbato.

- Shingen Takeda : C'était un Daimyo. Il est le chef du clan Takeda (ce Clan est d'ailleurs le plus grand rival de Nobunaga Oda). Arme : Gunbai.
- Tadakatsu Honda : Père d'Ina. C'était un Général qui est devenu Daimyo. Il était au service d’Ieyasu Tokugawa. Il faisait partie des Quatre Rois Célestes des Tokugawa avec Naomasa II. Dans Samurai Warriors, il est vu comme un père protecteur. Arme : Lance Géante.
- Toshie Maeda : Oncle de Keiji Maeda, il était le rival d'Hideyoshi Toyotomi. Chef du clan Maeda, il servit Nobunaga Oda. Arme : Epée et Deux Hallebardes

- Yukimura Sanada : Fils de Masayuki Sanada et petit frère de Nobuyuki Sanada. Il est le mari de la fille adoptive de Yoshitsugu Otani, Aki. C'est un stratège et samouraï. Il est exécuté par Ieyasu Tokugawa. Dans Samurai Warriors, il a une romance avec Kunoichi, sa garde du corps. Arme : Yari.

- Yoshimoto Imagawa : Il est le chef du clan Imagawa. Il est tué par des hommes de Nobunaga Oda. Arme : Épée et Balle de Kemari.

- Yoshihiro Shimazu : Il est soit dix-septième, soit le dix-huitième chef des Shimazu. Il est l'oncle de Toyohisa Shimazu. Dans Samurai Warriors, il est le rival de Ginchiyo Tachibana. Arme : Marteau Géant.

### Nouveaux personnages
- Hanbei Takenaka : C'était un samouraï. Il a impressionné Hideyoshi Toyotomi. Arme : Bouclier Rotatif

- Kai : C'est une grande guerrière car elle aida son père a repoussé Hideyoshi Toyotomi. Elle fut l'une des concubines de ce dernier, et à sa mort, elle devint nonne. Arme : Épée Souple.
- Kanbei Kuroda : C'était le chef stratégique de Hideyoshi Toyotomi. À la mort de ce dernier, il rejoint les rangs d’Ieyasu Tokugawa. Arme : Orbe Magique et Mains de Démon.
- Kiyomasa Kato : Hideyoshi Toyotomi l'a pris sous son aile. Avec Masanori Fukushima, il fait partie des "Sept Lances de Shizugatake". À la mort d'Hideyoshi Toyotomi, il rejoint Ieyasu Tokugawa car il déteste Mitsunari Ishida. Il hait les Chrétiens. Il est amoureux de Nene. Arme : Faux Piquante.
- Muneshige Tachibana  : Il est le mari de Ginchiyo Tachibana et fils de Joun Takahashi. Il est adopté par le père de cette dernière et à la mort de sa femme, il devint le septième Leader du Clan Tachibana. Arme : Claymore et Rondache
- Motonari Mori : Père de Takakage Kobayakawa et de Motoharu Kikkawa, grand-père de Terumoto Mori, il était le chef du Clan de Mori. Arme : Yatekko
- Ujiyasu Hojo : Il est le père de Lady Hayakawa et de Kagetora Uesugi. Il est le chef du clan Hojo. Il est connu pour ses stratégies qui ont défait Kenshin Uesugi et Shingen Takeda. Arme : Shikomizue et Bombes

#### Personnages Xtreme Legends
- Aya : : Mère de Kagekatsu Uesugi et de Hanahime, mère adoptive de Kagetora Uesugi et grande sœur de Kenshin Uesugi. C'est elle qui est l'origine de l’alliance entre Naoe Kanetsugu et de son fils biologique. Arme : Naginata

- Masanori Fukushima : Vassal d'Hideyoshi Toyotomi. Avec Kiyomasa Kato, il fait partie des "Sept Lances de Shizugatake". Lorsque Mitsunari Ishida prend le pouvoir, il rejoint Ieyasu Tokugawa. Arme : Lance